# Water Runs Dry
"Water Runs Dry" là một bài hát của nhóm ca R&B người Mỹ Boyz II Men nằm trong album phòng thu thứ hai của họ, II (1994). Được viết lời và sản xuất bởi Babyface, bài hát được phát hành như là đĩa đơn thứ tư trích từ album vào ngày 10 tháng 4 năm 1995 bởi Motown Records. Nó đạt vị trí thứ 2 trên bảng xếp hạng Billboard Hot 100 và lọt vào top 5 ở Canada.

## Danh sách bài hát
Đĩa remix tại Hoa Kỳ
1. "Water Runs Dry" (Strat Mix chỉnh sửa) - 3:53
2. "Water Runs Dry" (Strat Mix) - 4:51
3. "Water Runs Dry" (Mood Mix chỉnh sửa) - 4:10
4. "Water Runs Dry" (Mood Mix) - 4:44
5. "Water Runs Dry" (bản LP) - 3:21

Đĩa CD maxi tại Hoa Kỳ
1. "Water Runs Dry" (bản LP) - 3:21
2. "Water Runs Dry" (Mood Mix) - 4:44
3. "Water Runs Dry" (Strat Mix) - 4:51
4. "Water Runs Dry" (Groove Mix) - 4:30
5. "Water Runs Dry" (Bump Mix) - 4:38

Đĩa than, 12", quảng cáo tại Hoa Kỳ
- A1 "Water Runs Dry" (bản LP) - 3:21
- A2 "Water Runs Dry" (Mood Mix) - 4:44
- A3 "Water Runs Dry" (bản không lời) - 3:21
- B1 "Water Runs Dry" (Strat Mix) - 4:51
- B2 "Water Runs Dry" (Groove Mix) - 4:30
- B3 "Water Runs Dry" (bản Acapella) - 3:21

Đĩa CD maxi tại Vương quốc Anh
1. "Water Runs Dry" (Mood Mix chỉnh sửa) - 4:10

- A1 "Water Runs Dry" (bản LP) - 3:21
- A2 "Water Runs Dry" (Mood Mix) - 4:44

1. "I'll Make Love To You" (Pop chỉnh sửa) 3:49

Đĩa than, 12", quảng cáo tại Vương quốc Anh
- A1 "Water Runs Dry" (Strat Mix) - 3:21
- A2 "Water Runs Dry" (Mood Mix) - 4:44
- A3 "Water Runs Dry" (Bump Mix) - 4:38
- B1 "Water Runs Dry" (bản LP) - 3:21
- B2 "Water Runs Dry" (Groove Mix) - 4:30
- B3 "I'll Make Love To You" (phiên bản I Wanna Make Love To You) - 3:21

## Xếp hạng và chứng nhận
| Bảng xếp hạng (1995)                     | Vị trí cao nhất |
| ---------------------------------------- | --------------- |
| Úc (ARIA)                                | 36              |
| Canada (RPM)                             | 4               |
| New Zealand (Recorded Music NZ)          | 19              |
| Scotland (OCC)                           | 62              |
| Anh Quốc (OCC)                           | 24              |
| Hoa Kỳ Billboard Hot 100                 | 2               |
| Hoa Kỳ Adult Contemporary (Billboard)    | 3               |
| Hoa Kỳ Hot R&B/Hip-Hop Songs (Billboard) | 4               |
| Hoa Kỳ Pop Airplay (Billboard)           | 2               |
| Hoa Kỳ R&B/Hip-Hop Airplay (Billboard)   | 1               |
| Hoa Kỳ Rhythmic (Billboard)              | 3               |

| Bảng xếp hạng (1995)       | Vị trí |
| -------------------------- | ------ |
| Australian Singles Chart   | 182    |
| Canadian RPM Singles Chart | 35     |
| U.S. Billboard Hot 100     | 12     |

| Bảng xếp hạng (1990–99)   | Vị trí |
| ------------------------- | ------ |
| New Zealand Singles Chart | 717    |

| Quốc gia                                                                           | Chứng nhận | Số đơn vị/doanh số chứng nhận |
| ---------------------------------------------------------------------------------- | ---------- | ----------------------------- |
| Hoa Kỳ (RIAA)                                                                      | Vàng       | 500.000^                      |
| * Chứng nhận dựa theo doanh số tiêu thụ. ^ Chứng nhận dựa theo doanh số nhập hàng. |            |                               |